# Stepping Hill
Stepping Hill – osada w Anglii, w hrabstwie Wielki Manchester, w dystrykcie metropolitalnym Stockport. Leży 3,1 km od miasta Stockport, 13 km od miasta Manchester i 250,5 km od Londynu. W 2011 miejscowość liczyła 12 402 mieszkańców.